# Copa Intertoto de la UEFA 1998
La Copa Intertoto de la UEFA 1998 va ser la 38a edició de la Copa Intertoto i la 4a des que l'organitza la UEFA.

## Primera ronda
| Equip 1                 | Global | Equip 2                  | Anada | Tornada |
| ----------------------- | ------ | ------------------------ | ----- | ------- |
| Altay                   | 5–4    | Shamrock Rovers          | 3–1   | 2–3     |
| Ethnikos Achna          | 2–5    | Örgryte                  | 2–1   | 0–4     |
| Dnepr-Transmash Mogilev | 2–10   | Debrecen                 | 2–4   | 0–6     |
| Leiftur                 | 0–6    | Vorskla Poltava          | 0–3   | 0–3     |
| Ebbw Vale               | 1–9    | Kongsvinger              | 1–6   | 0–3     |
| Naţional Bucureşti      | 5–2    | Hapoel Haifa             | 3–1   | 2–1     |
| Austria Wien            | 2–3    | Ruch Chorzów             | 0–1   | 2–2     |
| Baltika Kaliningrad     | 5–1    | Spartak Varna            | 4–0   | 1–1     |
| Stabæk                  | 3–5    | Vojvodina                | 1–2   | 2–3     |
| Hrvatski Dragovoljac    | 2–4    | Lyngby                   | 1–4   | 1–0     |
| Rimavská Sobota         | 3–2    | Omagh Town               | 1–0   | 2–2     |
| Hobscheid               | 1–2    | Hradec Králové           | 0–0   | 1–2     |
| Diósgyőri               | 5–2    | Sliema Wanderers         | 2–0   | 3–2     |
| TPS                     | (c)3–3 | Sion                     | 0–1   | 3–2     |
| Vágs Bóltfelag          | 1–6    | Brno                     | 0–3   | 1–3     |
| St. Gallen              | 9–3    | Viljandi Tulevik II      | 3–2   | 6–1     |
| Dinaburg                | 2–5    | Dukla Trencin            | 1–1   | 1–4     |
| Inkaras Kaunas          | (p)1–1 | Baki Fahlasi             | 1–0   | 0–1     |
| Torpedo Kutaisi         | 7–1    | Erebuni-Homenmen Yerevan | 6–0   | 1–1     |
| Makedonija GjP          | 5–3    | Olimpija Ljubljana       | 4–2   | 1–1     |

## Segona ronda
| Equip 1                    | Global | Equip 2              | Anada | Tornada |
| -------------------------- | ------ | -------------------- | ----- | ------- |
| Werder Bremen              | 5–1    | Inkaras Kaunas       | 4–1   | 1–0     |
| Turun Palloseura           | 2–5    | FC Shinnik Yaroslavl | 0–2   | 2–3     |
| Boby Brno                  | 5–5(c) | RCD Espanyol         | 5–3   | 0–2     |
| Akademisk Boldklub         | 3–3(c) | Vorskla Poltava      | 2–2   | 1–1     |
| SV Austria Salzburg        | 3–2    | FC St. Gallen        | 3–1   | 0–1     |
| Iraklis                    | 3–4    | Naţional Bucharest   | 3–1   | 0–3     |
| K.F.C. Lommel S.K.         | (c)2–2 | FC Torpedo Kutaisi   | 0–1   | 2–1     |
| Vojvodina                  | 4–0    | Örebro SK            | 2–0   | 2–0     |
| FK Makedonija Gorce Petrov | 1–7    | SC Bastia            | 1–0   | 0–7     |
| FC Twente                  | 2–0    | Kongsvinger          | 2–0   | 0–0     |
| Sampdoria                  | 2–1    | Rimavská Sobota      | 2–0   | 0–1     |
| Samsunspor                 | 4–3    | Lyngby Boldklub      | 3–0   | 1–3     |
| Debrecen                   | (c)1–1 | SK Hradec Králové    | 0–0   | 1–1     |
| Altay                      | 2–1    | Diósgyőri FC         | 1–1   | 1–0     |
| Örgryte                    | 2–2(c) | Ruch Chorzów         | 2–1   | 0–1     |
| OD Trencin                 | 0–1    | Baltika              | 0–1   | 0–0     |

## Tercera ronda
| Equip 1             | Global | Equip 2                 | Anada | Tornada  |
| ------------------- | ------ | ----------------------- | ----- | -------- |
| Debrecen            | 3–2    | FC Hansa Rostock        | 1–1   | 2–1      |
| Harelbeke           | 0–4    | Sampdoria               | 0–1   | 0–3      |
| AJ Auxerre          | 1–2    | RCD Espanyol            | 1–1   | 0–1      |
| Ruch Chorzów        | (p)2–2 | C.F. Estrela da Amadora | 1–1   | 1–1      |
| València CF         | 4–2    | FC Shinnik Yaroslavl    | 4–1   | 0–1      |
| Crystal Palace F.C. | 0–4    | Samsunspor              | 0–2   | 0–2      |
| Fortuna Sittard     | 5–2    | Vorskla Poltava         | 3–0   | 2–2      |
| Bologna             | (c)3–3 | Naţional Bucharest      | 2–0   | 1–3      |
| SC Bastia           | 4–3    | Altay                   | 2–0   | 2–3 (pr) |
| K.F.C. Lommel S.K.  | 2–5    | Werder Bremen           | 1–3   | 1–2      |
| FC Twente           | 3–5    | SV Austria Salzburg     | 2–2   | 1–3      |
| Vojvodina           | 4–2    | Baltika                 | 4–1   | 0–1      |

## Quarta ronda
| Equip 1         | Global | Equip 2             | Anada | Tornada |
| --------------- | ------ | ------------------- | ----- | ------- |
| SC Bastia       | 2–4    | Vojvodina           | 2–0   | 0–4     |
| Bologna         | 3–2    | Sampdoria           | 3–1   | 0–1     |
| Fortuna Sittard | 3–4    | SV Austria Salzburg | 2–1   | 1–3     |
| Ruch Chorzów    | 4–0    | Debrecen            | 1–0   | 3–0     |
| Werder Bremen   | 6–0    | Samsunspor          | 3–0   | 3–0     |
| RCD Espanyol    | 0–3    | València CF         | 0–1   | 0–2     |

## Cinquena ronda
| Equip 1             | Global | Equip 2      | Anada | Tornada |
| ------------------- | ------ | ------------ | ----- | ------- |
| SV Austria Salzburg | 1–4    | València CF  | 0–2   | 1–2     |
| Werder Bremen       | 2–1    | Vojvodina    | 1–0   | 1–1     |
| Bologna             | 3–0    | Ruch Chorzów | 1–0   | 2–0     |